# Mount Vernon (Washington)
Mount Vernon è una città della contea di Skagit, nello Stato di Washington (Stati Uniti).